# Michelbach-le-Haut
 Michelbach-le-Haut  (en alsacià Obermíchelbàch) és un municipi francès, situat a la regió del Gran Est, al departament de l'Alt Rin. L'any 1999 tenia 479 habitants.

## Demografia
| 1962 | 1968 | 1975 | 1982 | 1990 | 1999 |
| ---- | ---- | ---- | ---- | ---- | ---- |
| 322  | 344  | 341  | 398  | 471  | 479  |

## Administració
| Període | Identitat          | Partit |
| ------- | ------------------ | ------ |
| 2001-   | André Wolgensinger |        |